# Virgo (personaggio)
Virgo (乙女座のシャカ?, Barugo no Shaka) è uno dei personaggi della serie manga e anime I Cavalieri dello zodiaco di Masami Kurumada.
È il Cavaliere d'oro appartenente alla costellazione della Vergine, oltre che reincarnazione di Buddha: per questa ragione possiede poteri legati alla tradizione buddista e si definisce "l'uomo più vicino a Dio". È stato il primo tra i suoi parigrado, a raggiungere l'Ottavo senso, che gli permette di poter entrare da vivo nell'Oltretomba.
Nell'edizione italiana del manga e nell'adattamento Dynamic dei film viene chiamato Shaka della Vergine, traduzione fedele del nome originale, mentre nel doppiaggio italiano della Mediaset ci si riferisce a lui con il nome latino della sua costellazione, appunto Virgo.

## Creazione e sviluppo
Kurumada creò Virgo in occasione del capitolo dedicato al passato di Ikki sulla Death Queen Island; a tal proposito l'autore ha dichiarato: «Pensai di metterci un personaggio fantastico come Gold Saint, quindi d'improvviso mi venne in mente il nome Shaka. Deciso il nome, prese subito vita l'immagine del personaggio. Sarebbe stato un uomo di nome Shaka a superare il settimo senso».

## Biografia

### Serie classica
Shaka fa la sua prima apparizione poco dopo l'investitura di Ikki a cavaliere della Fenice sulla Death Queen Island e di conseguenza è il primo a comparire ufficialmente come Gold Saint. Il cavaliere era stato inviato sul posto per uccidere i Black Saints ma al suo arrivo si rende conto che tale massacro era già stato compiuto da Ikki; mentre sta per andarsene viene sfidato proprio da quest'ultimo, che tuttavia viene facilmente sconfitto da Shaka. Non percependo alcuna malvagità in Ikki, Shaka decide di risparmiarlo e, prima di andarsene, cancella dalla mente del Bronze Saint ogni ricordo del loro combattimento dicendo che, se mai un giorno si dovesse trovare di nuovo davanti a lui come un nemico, quei ricordi riaffioreranno colmandolo di terrore.
Tornato al Grande Tempio per impedire ai Bronze Saints protagonisti di raggiungere il Grande Sacerdote, al suo arrivo nelle stanze di quest'ultimo trova Aiolia del Leone che sta accusando proprio il Grande Sacerdote di tradimento: ritenendo il suo parigrado un traditore, Shaka lo affronta, nonostante sia ben consapevole di "una guerra dei mille giorni", cioè uno scontro tra cavalieri di capacità molto simili, che sarebbe potuto sfociare in un solo modo: una sconfitta per entrambi. 
La sfida viene però interrotta dal Grande Sacerdote in persona che, attraverso il Genrō Maō-Ken, riesce a plagiare la mente di Aiolia.
Shaka ritorna quindi alla sesta casa, dove sconfigge temporaneamente Seiya, Shiryu e Shun prima di affrontare Ikki (fino a quel momento assente per riparare la propria armatura). Inizialmente sembrerebbe che la superiorità del Gold Saint determini un combattimento a senso unico, durante il quale Ikki viene privato progressivamente dei cinque sensi dal Tenbu Hōrin; nel momento in cui lo scontro sembra concludersi a favore del Gold Saint, Ikki rivela invece che "ha deliberatamente scelto" di farsi privare dei propri sensi per raggiungere il Settimo Senso e sacrificare la propria vita portando Shaka con sé nello spazio, sconfiggendolo e permettendo ai suoi compagni di superare la sesta casa. Compresi i propri errori, Shaka chiede a Mur dell'Ariete di riportare entrambi alla sesta casa per poi esortare Ikki a correre in aiuto di Seiya. Scoperti i piani malvagi del Grande Sacerdote e la sua vera identità (cioè Saga dei Gemelli), Shaka si schiera dalla parte di Saori Kido e dona il suo sangue per riparare il Cloth di Shun.
Quando Poseidone rapisce Atena e la porta nel suo regno sottomarino, Shaka vorrebbe intervenire in soccorso della Dea ma rimane al Grande Tempio per ordine di Dohko della Bilancia; tempo dopo, scoppiata la guerra sacra tra Atena e Ade, Shaka viene apparentemente ucciso da Saga, Shura del Capricorno e Camus dell'Acquario, riportati in vita dal Dio dell'Oltretomba, con l'Atena Exclamation; il Gold Saint della Vergine in realtà sopravvive e, grazie all'Ottavo Senso, accompagna Atena nel regno dei morti per poi comparire alla Giudecca, insieme con tutti gli altri Gold Saints, sacrificandosi per distruggere l'immenso Muro del Pianto e permettere a Ikki e agli altri Bronze Saints di raggiungere Atena nell'Elisio.

#### Adattamento anime
Nell'adattamento anime realizzato negli anni ottanta, le vicende che riguardano Shaka sono sostanzialmente le stesse, eccetto alcune differenze. La sua prima apparizione non è sulla Death Queen Island, poiché il Gold Saint della Vergine non viene inviato in tale luogo e, di conseguenza, non affronta Ikki dopo l'investitura, ma quando arriva al Grande Tempio e ostacola Aiolia, intento a ribellarsi al Sacerdote. Nell'anime, infatti, Shaka compare per la prima volta quando assiste i suoi allievi, Agora di Lotus e Shiva di Pavo (che nel manga non esistono), durante il loro scontro contro Ikki sull'isola del riposo. Dopo la sconfitta dei suoi allievi, Ikki si reca alla sesta casa e incontra per la prima volta Shaka. Altra differenza è che, dopo la battaglia alle Dodici Case, Shaka non ripara il Cloth di Shun, bensì quello di Ikki.

### Episode G
In Episode G, ambientato tempo dopo il tradimento di Aiolos del Sagittario e poco prima dell'inizio della storia narrata nella serie classica, Shaka fa ritorno al Grande Tempio e viene messo al corrente della minaccia di Crono e dalla sua armata di Titani. Shaka ha un ruolo decisivo in questa nuova guerra, essendo lui l'unico in grado di contenere l'influenza del Cosmo dei Titani sulla Terra e impedire il risveglio dei mostri mitologici. Inizialmente non sembra andare d'accordo con Aiolia del Leone, che lo considera arrogante per il suo fare distaccato, salvo poi ricredersi quanto quest'ultimo lo salva dal Titano Ceo, considerato il miglior sicario di Crono.
In seguito viene teletrasportato da Mu dell'Ariete nel mondo dei Titani insieme con altri quattro suoi compagni (Milo dello Scorpione, Aldebaran del Toro, Camus dell'Acquario e Shura del Capricorno), per soccorrere Aiolia. Qui aiuta il Cavaliere del Leone contro Giapeto e Temi, per poi affrontare e sconfiggere il Gigante Belva D'Ambra, uno dei tre astri tutelari di Crono.

### Next Dimension

Shaka della Vergine sulla copertina di un volume del manga Next Dimension

In Next Dimension sequel canonico del manga di Saint Seiya, che alterna gli avvenimenti del passato (la guerra del XVIII secolo contro Ade) con quelli del presente (cioè nel XX secolo, dopo la sconfitta del Dio nell'Oltretomba al termine della serie classica), Shaka appare sotto forma di spirito emanato dal Cloth di Shun (essendo stato bagnato dal suo sangue in precedenza) per aiutare quest'ultimo e Tenma a superare la sesta casa, difesa da Shijima di Virgo. Shaka, dunque, è costretto a scontrarsi con il suo predecessore del XVIII secolo e i due si lanciano i rispettivi Tenbu Horin. La potenza dei due è talmente grande che viene detto che si è venuta a creare tra loro una "battaglia infinita", a questo punto interviene Shun che si frappone tra i due e ferma questo duello eterno. Shijima, non percependo alcuna oscurità in Shaka, decide di acconsentire alla richiesta di quest'ultimo, ovvero far proseguire il Saint di Andromeda e Tenma verso la casa successiva. Prima di ritornare nel Nirvana, Shaka spiega che Shun è colui che dovrà ereditare il Cloth della Vergine dopo di lui.
In seguito, insieme con gli altri Gold Saints della sua epoca, Shaka compare sotto forma di spirito per aiutare Atena e Shijima a uscire da una distorsione spazio-temporale.

### Saintia Sho
In Saintia Sho - Le Sacre Guerriere di Atena, che funge da spin-off del manga di Kurumada, Shaka aiuta nella difesa del Santuario, impedendo a Disnomia, una delle Driadi di Eris, di far risorgere come Ghost i Gold Saints deceduti, e coordina le operazioni assieme agli altri suoi parigrado.

### Soul of Gold
Nella serie ONA Soul of Gold, dopo aver distrutto il Muro del Pianto, tutti i Gold Saints (Shaka compreso) vengono misteriosamente riportati in vita come Einherjar nei territori di Ásgarðr con l'obbiettivo di ostacolare il nuovo celebrante di Odino, Adreas Riise, e i suoi God Warrior (o Cavalieri di Asgard). Affronta uno di questi, Baldr di Hraesvelg, che protegge Alfheim, la stanza della luce all'interno dell'albero Yggdrasil. Seppur inizialmente in difficoltà per via del corpo indistruttibile di Baldr, Shaka riesce a risvegliare il God Cloth (o Armatura divina), sconfiggendo il suo avversario.
Nel prosieguo della serie si scopre che è stato Odino a riportare in vita i Gold Saints ad Asgard allo scopo di fermare Andreas Riise che, controllato da Loki, intende utilizzare Yggdrasil per far rinascere la lancia Gungnir, un'arma divina dal potere sconfinato. Shaka, che era stato catturato dalle radici di Yggdrasil, riappare nella battaglia finale contro Loki, quando, insieme con tutti i Gold Saints, interviene per soccorrere Aiolia del Leone e Aiolos del Sagittario. Grazie a dei petali intrisi del sangue di Atena e inviati proprio dalla Dea dall'Elisio, i dodici risvegliano i loro rispettivi God Cloths definitivi, sconfiggono Loki e salvano Asgard. Prima di lasciare ancora una volta il mondo dei vivi, i Gold Saints vengono contattati da Poseidone che, risvegliato dal cosmo dei dodici, si offre di usare la propria forza divina per inviare i Gold Cloths in aiuto dei cinque Bronze Saints, impegnati a combattere Ade nell'Elisio.

### Episode 0
Questo capitolo realizzato da Kurumada e contenuto nel primo volume della Saint Seiya Final Edition, si svolge parallelamente alla fuga di Aiolos di Sagitter con la piccola Atena. Shaka è un giovanissimo Gold Saint, ancora troppo piccolo e immaturo per diventare Sacerdote. Dopo la scomparsa di Saga, che intanto si è sostituito con l'inganno al Sacerdote Shion, Shaka, insieme con la maggior parte dei Gold Saints, lascia il Santuario per fare un viaggio in giro per il mondo, allo scopo di acquisire esperienza e affinare le proprie tecniche combattive.

## Personaggio

### Aspetto e personalità
Shaka è un uomo alto e slanciato dai lunghi capelli biondi e dagli occhi azzurri (che tiene costantemente chiusi per accumulare ulteriormente il proprio Cosmo); quando non indossa la propria armatura, porta una tunica che in alcuni flashback dell'anime classico è rossa mentre in Soul of Gold è bianca.
Calmo, posato e riflessivo, Shaka è l'uomo più vicino alla dea Atena, nonostante questo è un uomo pieno di sé, tracotante, senza pietà e soprattutto cieco dinanzi alle nefandezze del Grande Sacerdote: prima dello scontro con Ikki, infatti, il Cavaliere della Vergine non si era mai posto il problema della vera natura del Grande Sacerdote e credeva ciecamente che quest'ultimo fosse al servizio della giustizia. Questo viene spiegato durante la battaglia contro Ikki, dove quest'ultimo infine, gli fa comprendere quanto fosse lontano dal conoscere la verità sul Grande Sacerdote. Il fatto che Shaka non riesca a riconoscerne la malvagità è anche parzialmente spiegato in Episode G, dove scopriamo che la maschera e l'elmo del Sacerdote rendono impossibile scrutarne i pensieri, il che potrebbe aver contribuito a ingannare il Gold Saint della Vergine.
Lo scontro con Ikki riveste un'importanza centrale nel cambiamento di Shaka: è infatti grazie alla sconfitta per mano del Cavaliere della Fenice che il dubbio sfiora per la prima volta il cuore del Gold Saint, facendo vacillare le sue convinzioni. Di conseguenza, dopo la battaglia con Ikki, Shaka diventa un personaggio molto più compassato e umano che sviluppa una certa affinità con Atena.

### Cloth
Come tutti i Cavalieri di Atena anche Shaka indossa una Cloth (o Sacra Armatura), più precisamente il Gold Cloth (o Armatura d'oro) della Vergine. Questa armatura rappresenta una fanciulla che prega in ginocchio.
In Saint Seiya: Soul of Gold la Cloth di Shaka riesce a evolversi temporaneamente in God Cloth (o Armatura divina): esso copre quasi totalmente il corpo di Shaka ed è dotato di ali. Nell'epilogo dello scontro con Loki, grazie a dei petali intrisi del sangue di Atena Shaka riesce a risvegliare anche il God Cloth definitivo, che dura più a lungo di quello precedente.
Una versione in parte ridisegnata del Gold Cloth della Vergine compare nel film remake La leggenda del Grande Tempio, dove mostra forme estetiche in parte basate sulla versione classica e in parte del tutto nuove.

### Tecniche e abilità
In qualità di Cavaliere d'oro e quindi facente parte dell'élite dell'esercito della Dea Atena, Shaka possiede il Settimo senso, abilità che gli permette di muoversi e di lanciare attacchi alla velocità della luce.
Non essendo solito impegnarsi in combattimenti fisici, i suoi poteri sono per lo più legati alla meditazione, grazie alla quale è in grado di generare emanazioni cosmiche e potenti illusioni anche a grande distanza dalla sua ubicazione; può inoltre levitare, ribaltare le tecniche nemiche, teletrasportarsi e cancellare la memoria agli avversari (come fa con Ikki nel manga). Caratteristica particolare del personaggio è quella di mantenere gli occhi chiusi per accumulare ulteriormente il proprio cosmo e disporre di una grande riserva di energia da usare nei momenti di bisogno. Nell'anime, durante lo scontro tra Ikki e i suoi discepoli Agora di Lotus e Shiva di Pavo, dimostra di poter paralizzare avversari anche a lunghe distanze usando l'emanazione del suo cosmo.
Shaka si definisce "l'uomo più vicino a Dio" È stato il primo tra i suoi parigrado a raggiungere l'Ottavo senso, Abilità coltivata dall'età di sei anni, che gli permette di entrare da vivo nell'Oltretomba (abilità propria degli Spectre di Ade, che però possono entravi e uscirne solo grazie alla protezione delle loro armature, le Surplici).
 Di seguito vengono riportare le tecniche usate dal personaggio nel corso dei vari manga e anime:
- Tenma Kōfuku (天魔降伏?): Shaka concentra il suo cosmo nelle mani sotto forma di sfera luminosa, la quale esplode in un bagliore dorato che investe i nemici uccidendoli dopo aver loro mostrato illusioni legate all'Oriente.[8] Nel doppiaggio italiano questa tecnica viene chiamata Abbandono dell'Oriente, mentre in Episode G diventa Sottomissione dei Demoni.[6]
- Om (ॐ?): si tratta praticamente di un accumulo di energia, di solito nelle mani, che Shaka può far esplodere per scaraventare via i nemici.[8] Nel manga di Granata Press la tecnica viene chiamata Oom.[6]
- Hāṃ (カーン?, Kān): si tratta di una barriera protettiva capace di fermare attacchi anche molto potenti. La barriera viene evocata con un solo gesto, solitamente della mano, e circonda Shaka come una sfera, fermando, e a volte anche rimandando indietro, i colpi nemici.[8] Il suo nome deriva dal Bija-Mantra di Fudō Myō-ō, protettore contro le impurità fisiche e spirituali. Nel manga di Granata Press e in Episode G viene chiamata Kaan.[6]
- Tenkū Haja Chimi Mōryō (天空破邪魑魅魍魎?): si tratta di una evocazione di spiriti provenienti da un'altra dimensione, i quali attaccano il nemico potendo anche risultare mortali. Agitando il suo rosario e impregnandolo del suo immenso cosmo, Shaka richiama un'orda di spiriti dall'Ade che trascinano l'avversario verso la morte.[39] Nel doppiaggio italiano dell'anime classico questa tecnica è chiamata Elevatevi Spiriti. Danzate Ombre delle Tenebre, nel manga di Granata Press diventa Conquista del Cielo dei Mostri Malvagi, mentre in Episode G viene ribattezzata Spiriti Malefici, dominate il cielo.[6]
- Rikudō Rinne (六道輪廻?):[8]Tecnica che porta la vittima alla morte facendone perdere l'anima in uno dei sei Mondi Inferiori dell'aldila' buddhista: l'Inferno (地獄界?, Jigokukai), dove si soffre per l'eternità, il Mondo degli Spiriti (餓鬼界?, Gakikai), dove si patisce la fame, il Mondo delle Bestie (畜生界?, Chikushōkai), dove vige la legge del più forte e ci si massacra a vicenda come animali, il Mondo della Guerra (修羅界?, Shurakai), dove si è destinati a combattere per sempre, il Mondo degli Uomini (人界?, Jinkai), che non appartiene né al bene né al male, e infine il Mondo Celeste (天界?, Tenkai), dove si vive pieni di gioia rischiando però di cadere in qualsiasi momento in uno degli altri cinque luoghi.[8] Nel doppiaggio italiano dell'anime classico la tecnica viene chiamata Volta di Minosse[6] e i mondi in cui la vittima viene confinata vengono descritti alla stregua dei gironi danteschi.[40] In Episode G la tecnica viene ribattezzata Sei Vie della Trasmigrazione.[6]
- Tenbu Hōrin (天舞宝輪?): è l'attacco più potente di Shaka. Dopo aver aperto gli occhi, il Cavaliere espande il suo cosmo per generare una sorta di prigione o di dimensione alternativa, dove i propri avversari, si ritrovano nella condizione di non poter più attaccare, né di poter fuggire. In questo stato, i bersagli della tecnica possono solo subire la perdita dei sei sensi, uno dopo l'altro, divenendo alla fine poco più che vegetali, ancora vivi ma incapaci di fare alcunché.[8] Nel doppiaggio italiano dell'anime classico questa tecnica è chiamata Sacro Virgo, nel manga di Granata Press diventa Tembu Hourini, mentre in Episode G viene tradotta Sacri Anelli Celesti Danzanti.[6]
- Agyo (阿形?, Agyou, lett. "Inizio"): è il potere che Shaka utilizza per contrastare Ungyo (la "Fine") di Shijima in Next Dimension. Shaka utilizza il senso che solitamente tiene sigillato, la vista, per generare una luce immensa capace di distruggere qualsiasi forma di oscurità.[28]

## Apparizioni in altri media
Oltre ai manga e agli anime, Shaka compare in tre film. In L'ultima battaglia viene ucciso facilmente dai Demoni di Lucifero. Questa pellicola non è in continuità con la serie classica.

Fa anche una breve apparizione in Le porte del paradiso (2005), ambientato dopo le battaglie contro Ade, dove viene punito per le sue azioni contro gli Dei e imprigionato, insieme agli altri Gold Saints (con l'eccezione di Aiolos), in una specie di scogliera d'ambra sulla Terra in stato di totale incoscienza. Inizialmente, questo film avrebbe dovuto essere l'inizio del seguito ufficiale della serie classica, con il benestare di Masami Kurumada, che aveva scritto un breve capitolo di prologo. Tuttavia, a seguito dello scarso successo del film al cinema, Le porte del paradiso venne successivamente disconosciuto dal mangaka, alludendo anche al fatto che molti elementi da lui proposti per la trama non furono usati dal regista Yamaguhi.

Nel film in CGI I Cavalieri dello zodiaco: La leggenda del Grande Tempio (2014), che ri-narra la battaglia alle Dodici Case, con modifiche alla trama e al design dei personaggi, le vicende di Shaka sono diverse, visto che sin da subito è dalla parte dei Bronze Saints protagonisti. Inoltre, mentre nel manga combatte contro Ikki, nel film ostacola Aiolia del Leone, controllato dal Grande Sacerdote, per permettere a Seiya e Shun di proseguire verso la casa successiva. In seguito, dopo aver rivelato a tutti che il Grande Sacerdote non è altri che Saga dei Gemelli, Shaka combatte quest'ultimo insieme con gli altri Gold Saints.

## Riferimenti alla cultura buddista
Il personaggio di Shaka richiama continuamente la tradizione buddista. Durante lo scontro con il Gold Saint della Vergine, infatti, Ikki cerca di fuggire dal suo avversario, per poi ritrovarsi improvvisamente nella mano di una statua gigante di un Buddha. Questa scena, come dichiara lo stesso Shaka al Bronze Saint della Fenice, fa riferimento alla leggenda dello scimmiotto Sun Wukong, protagonista del romanzo di Wu Chengen Viaggio in Occidente. Durante un alterco con Buddha, Sun Wukong credette di aver volato per una distanza lontanissima, scoprendo però alla fine di aver solo camminato sul palmo della mano del venerabile. Simbolicamente, questa storia viene quindi usata per indicare come le capacità che a qualcuno possono sembrare sovrumane, siano misera cosa per altri, e che al mondo esiste sempre qualcuno di superiore. La stessa scena è ripresa nella serie Soul of Gold, quando Shaka affronta Baldr di Hraesvelg.

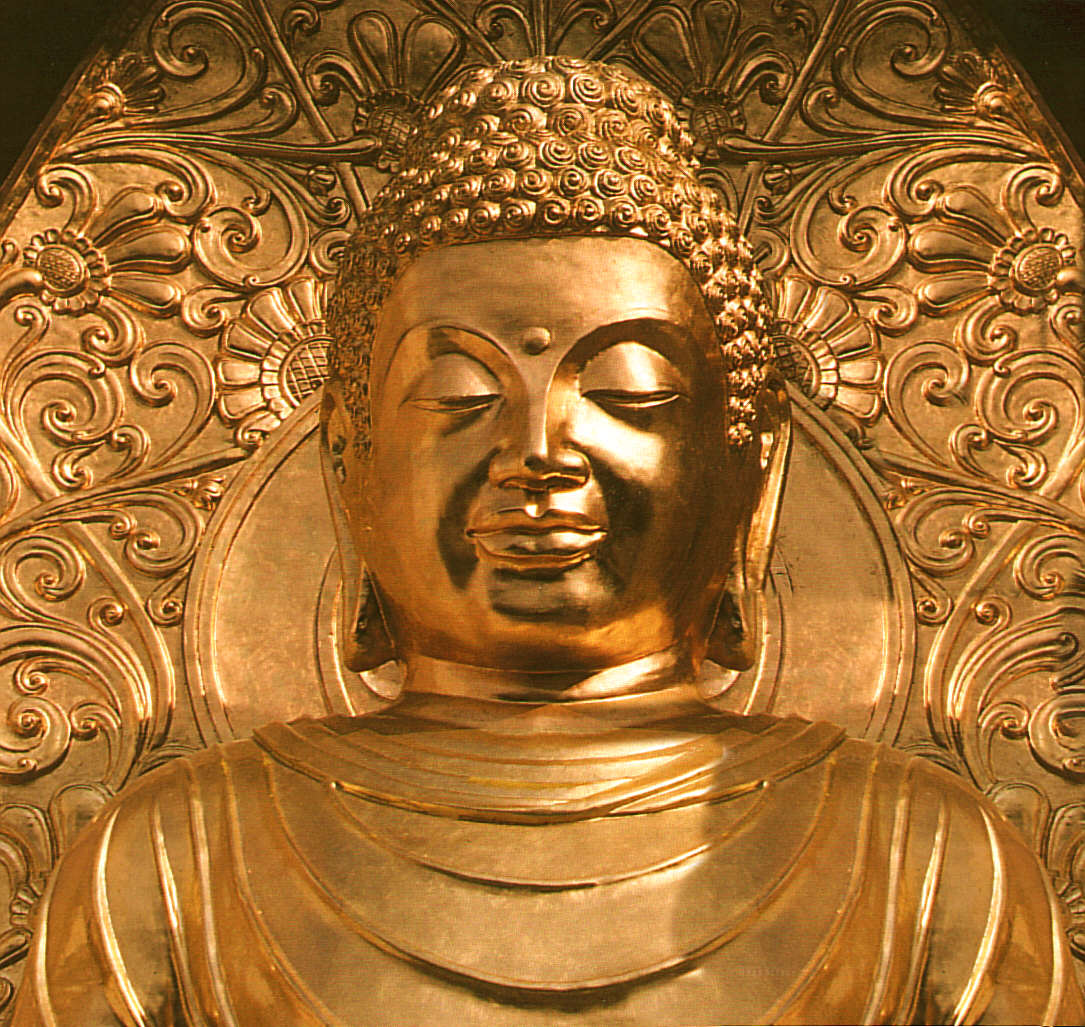
Siddharta Gautama

I riferimenti alla cultura buddista aumentano durante la battaglia di Shaka contro gli Spectre. In questa occasione, infatti, si scopre che il Gold Saint non è altri che la reincarnazione di Buddha. Più precisamente, il Gold Saint richiama continuamente la figura di Siddharta Gautama, il Buddha che è noto anche come Śakyamuni. Lo stesso nome Shaka non è che la traslitterazione comunemente usata in Giappone per chiamare l'Illuminato della nostra era. Shaka incominciò a comunicare con Buddha alla tenera età di sei anni. La divinità, oltre a delucidarlo sul ciclo della vita, gli insegnò che la morte può non essere la fine di tutto, e che in passato alcuni uomini, divenuti santi, sono riusciti a superarla. È proprio la comprensione di questo grande segreto, che verrà poi chiamato Ottavo Senso nella serie, a rendere Shaka «l'uomo più vicino a Dio». Durante lo scontro con Saga dei Gemelli, Shura del Capricorno, Camus dell'Acquario viene mostrato un flashback sulla vita di Shaka, nel quale il Gold Saint esclama le sue prime parole: Tenjō tenge yuiga dokuson, cioè Né sopra il cielo né al di sotto di esso (cioè in tutto il creato) esiste persona più preziosa di me. Siddharta Gautama fece la stessa affermazione dopo aver compiuto sette passi in ciascuna delle otto direzioni. Dopo essere stato colpito dall'Atena Exclamation, Shaka cessa la sua esistenza sotto gli alberi di sala. Secondo la tradizione buddhista, anche Buddha era disteso tra un paio di alberi di sala quando morì.
Nel doppiaggio italiano dell'anime classico i dialoghi di Shaka sono stati adattati in modo da evitare riferimenti diretti al termine "dio" e alla cultura buddista. Il personaggio, dunque, non è più «l'uomo più vicino a Dio», bensì «l'uomo in assoluto più vicino ad Atena». Viene inoltre censurata la stessa figura di Buddha, rinominando l'Illuminato come L'oblio. Virgo viene poi erroneamente definito da Ikki come il custode dell'Ade e una delle sue tecniche più letali, il Rikudō Rinne, ribattezzato in Italia come Volta di Minosse, consiste nell'accompagnare il povero malcapitato di turno in un viaggio nei gironi danteschi (e quindi vengono cancellati i riferimenti ai sei mondi della religione buddhista). L'adattamento italiano della serie Hades, invece, risulta essere quasi del tutto scevro di queste notevoli alterazioni.